# القوات المسلحة الترانسنيسترية

شعار القوات المسلحة الترانسنيسترية

القوات المسلحة الترانسنيسترية هي قوات مسلحة للجمهورية غير المعترف بها ترانسنيستريا. وهي مسؤولة على حفظ الأمن وسيادة دولة ترانسنيستريا حسب الفصل 11 من الدستور.

## التاريخ
أسست القوات المسلحة الترانسنيسترية في 6 سبتمبر 1991، بعيد إعلان استقلال البلاد.

## الفروع
يتكون الجيش الترنسنيسترية من:
- جيش بري.
- سلاح الجو.

و لكن القوات المسلحة الترانسنيسترية لا تملك قوات بحرية.

## القوى النشطة

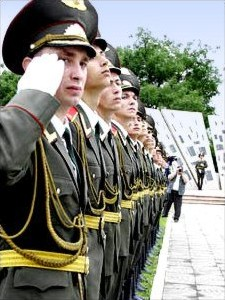
جنود ترانسنيستريين

تتكون القوات المسلحة من 500 4 إلى 500 7 فرد نشط. مع الاحتياط يكون مجموع الجيش 000 25 شخص.

## العتاد و المعدات
- 18 دبابة.
- 107 عربة قتال للمشاة.
- 46 آلة دفاع ضد الطائرات .
- 173 مدمرة دبابات.
- 9 مروحيات ميل مي-8.
- 6 مروحيات ميل مي-24.
- 2 مروحيات ميل مي-2.
- طائرات أخرى من نوع أنتونوف أن-2 و أنتونوف أن-26 و ياكوفليف ياك-18.

## مقالات ذات صلة
- ترانسنيستريا
- القوات المسلحة المولدوفية
- الحرب الأهلية المولدوفية